# Henry Sandys (MP)
Henry Sandys (c. 1607 - julho de 1640) foi um político inglês e membro do parlamento por Mitchell em 1625.
Ele era o filho mais velho de Sir Edwin Sandys, um membro fundador e tesoureiro da Virginia Company, e da sua quarta esposa Catherine Bulkeley, filha de Sir Richard Bulkeley.
Sandys foi educado na Wadham College, Oxford, matriculando-se em 1621 e graduando-se BA em 1624. Ele entrou no Gray's Inn como um estudante em 1627.
Ele casou-se com Margaret Hammond, filha de Sir William Hammond.
Sandys foi eleito MP por Mitchell no Parlamento Inútil de 1625. O Parlamento foi dissolvido pelo rei Carlos I após permanecer sentado por menos de três meses.